# Vulcan (игра)
Vulcan (так же известна под названием Тунисская компания англ. Tunisian Campaign) — компьютерная игра в жанре пошаговой военной стратегии. Выпущена компанией Cases Computer Simulations в 1987 году для ZX Spectrum 48K/128K. В Испании выпускалась компанией System 4.
Читателями журнала Crash признана лучшей стратегической игрой 1987 года.
Это последняя игра в трилогии Роберта Смита. Первые две — это Arnhem (1985) и Desert Rats: The North Africa Campaign (1985).

## Сюжет
Игра основана на серии сражений в Тунисе между англо-американскими и немецко-итальянскими войсками в 1942—1943 годах (Тунисская кампания).

## Геймплей
Геймплеем и управленим игра Vulcan похожа на стратегию Arnhem изданную в 1985 году.
Игровое поле (квадрат 20 на 20) показывает участок местности с боевыми юнитами обозначенными квадратами. Боевые юниты занимают квадрат 2х2, но имеется возможность размещать их более компактно, что грозит большим уроном при атаке противника. Скорость перемещения по дорогам больше чем по пересеченной местности, но такой маневр более опасен.